# A+ Bénin
A+ Bénin,, est une chaîne de télévision béninoise créée le 24 juillet 2023,, par Canal+ International, accessible à la fois sur la TNT Bénin et par satellite sur canal 281 dans les bouquets Canal+ a fait, le mercredi 19 juillet 2023 à Cotonou a été officiellement présentée à la presse. Inspirée du succès d'A+ Ivoire, la chaîne a su développer une programmation unique qui reflète la culture et les aspirations du Bénin.
Lancée avec pour ambition de devenir "le miroir du pays", A+ Bénin, s'adresse à toute la population béninoise, en mettant en avant l'identité culturelle et les talents locaux. La chaîne se veut populaire, familiale et innovante, offrant un grand divertissement à travers une programmation riche et variée.

## Histoire
A+ Bénin, lancé le 24 juillet 2023 par Canal+ International, Aurélie Adam Soulé Zoumarou, Ministre du Numérique et de la Digitalisation du Bénin, a souligné que "l’État béninois, continue dans sa dynamique de révélation du Bénin par le biais des médias audiovisuels. A+ Bénin se veut être le reflet d’un pays jeune, moderne et entreprenant".
Clémentine Tugendhat, Directrice des Chaînes thématiques de Canal+ International, a ajouté : "Nous sommes très heureux de proposer aux Béninois une chaîne qui va promouvoir la diversité culturelle et la richesse des talents de leur pays à l’échelle internationale." A+ Benin émet à la fois sur la TNT Bénin, et par satellite le 24 juillet 2024.
Clémentine Tugendhat, Directrice des Chaînes thématiques de Canal+ International, a ajouté : "Nous sommes très heureux de proposer aux Béninois une chaîne qui va promouvoir la diversité culturelle et la richesse des talents de leur pays à l’échelle internationale."

## Programme
A+ Bénin propose une variété d'émissions pour répondre aux goûts divers de ses téléspectateurs. Parmi les programmes phares :
- On Se Parle Cash ! : Une émission de débat animée par Frida Elisha, diffusée du lundi au vendredi à 14h00.
- Défends Tes 50.000 F : Un jeu télévisé présenté par Elifaz Houndekpondji, diffusé du lundi au vendredi à 19h30.
- Mon Beau Bénin : Un magazine de découvertes culturelles et touristiques, présenté par Nabirath Imorou, tous les dimanches à 14h00.

La chaîne diffuse également les meilleures séries africaines, inédites ou cultes, ainsi que des événements sportifs comme le Championnat béninois de football à partir de septembre.